# Mécheria
Mécheria (em árabe: مشرية) é uma comuna localizada na província de Naâma, Argélia. De acordo com o censo de 2008, a população total da cidade era de 66 465 habitantes.